# Abd al-Karim Bukhari
Abd al-Karim Bukhari (mort 1830) fou un historiador persa.
El 1807 o 1808 va abandonar Pèrsia fen part d'una ambaixada a l'Imperi Otomà. Es va quedar a Constantinoble (Istanbul) fins a la seva mort. El 1818 va escriure un relat sobre les condicions geogràfiques de l'Àsia central i alguns esdeveniments històrics d'aquests països.